# Almafuerte (Misiones)

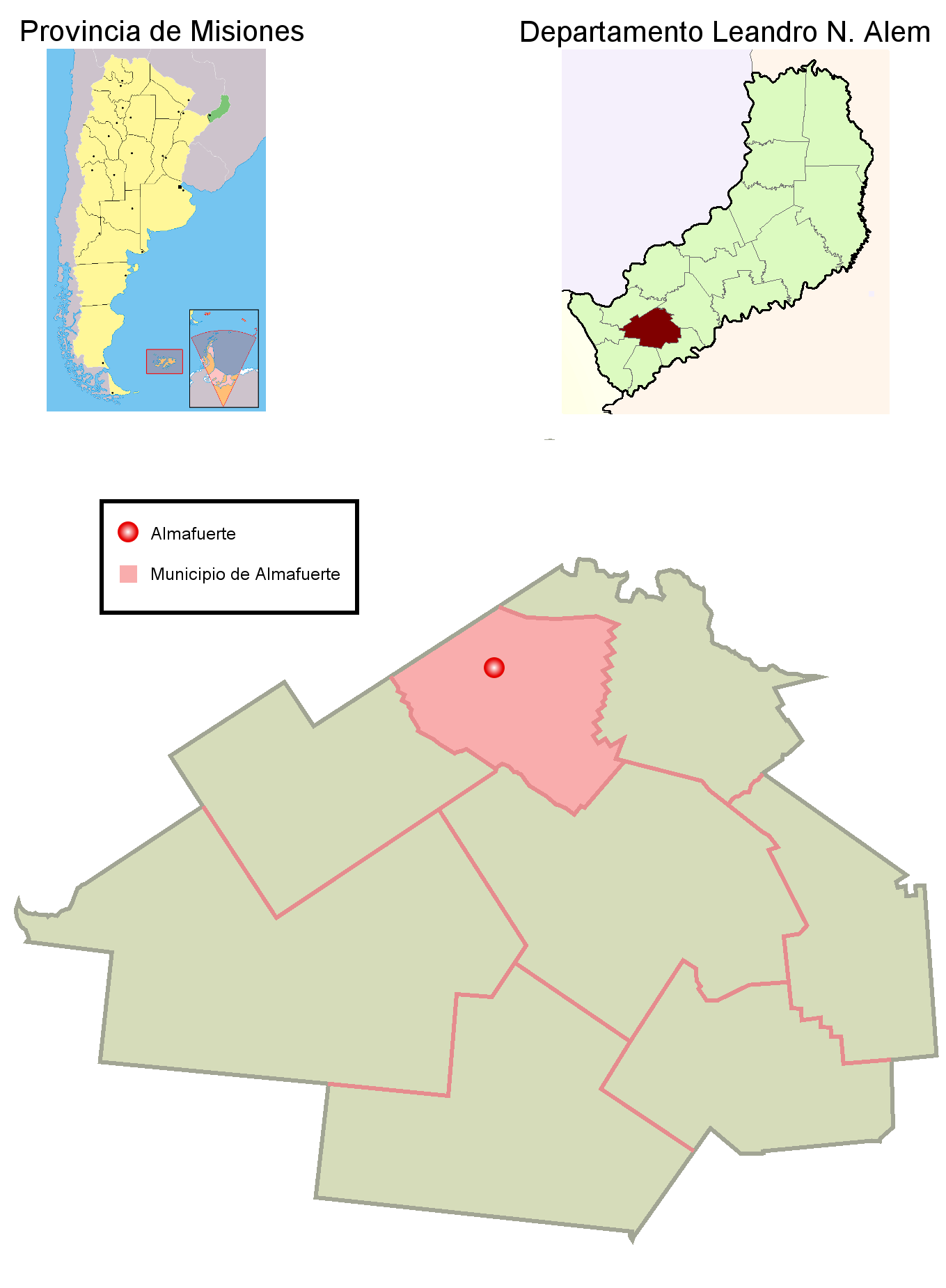
Municipio de Almafuerte en el departamento Leandro N. Alem.

Almafuerte es una localidad argentina de la provincia de Misiones.
El municipio está situado en el departamento Leandro N. Alem, limita con los municipios de Leandro N. Alem, Caá Yarí y Olegario Víctor Andrade del mismo departamento, y con el municipio de Bonpland del departamento Candelaria.
El municipio cuenta con una población de 1.023 habitantes, según el censo del año 2001 (INDEC).
Su nombre se debe al escritor argentino Almafuerte.
- Datos: Q4733652
- Multimedia: Almafuerte, Misiones / Q4733652